# Омский городской совет
Омский городской Совет — представительный орган муниципального образования города Омска. Депутаты Омского городского Совета избираются на 5 лет в количестве 40 человек по мажоритарной системе, до 23 марта 2022 года депутаты избирались по смешанной системе: 20 депутатов по партийный спискам, 20 депутатов по одномандатным округам.

## История

### Дореволюционный период
История местного самоуправления и зарождения нынешнего Омского городского Совета берёт свои истоки с того момента, как основанная Бухгольцем в 1716 году на берегу Оми и Иртыша Омская крепость получила статус города.
В соответствии с «Грамотой на права и выгоды городам Российской империи», городу полагалась Дума. Процесс выборов был двухступенчатый: раз в три года созывалось «градское общество», которое избирало общую градскую думу, которая в свою очереди избирала Думу, в составе шести гласных и городского главы (он избирался градским обществом). Однако ввиду того, что в Омске население особо не пользовалось желанием участвовать в выборах да и количество избирателей было мало, то Думу заменили на Ратушу.
В 1826 году, Ратуша была упразднена, так содержание городового старосту требовало слишком много денег. Но в 1840 году, была организована первая городская Дума. Система выборов была оставалась прежняя, в соответствии с грамотой городам 1785 года.
Дума не обладала большими полномочиями. Она стала избирать городского главу и решила административно-хозяйственные вопросы, но большинство решений Думы должно было быть одобрено губернатором, губернским правлением или министерством внутренних дел. В 1864 году была осуществлена небольшая реорганизация Думу, отныне депутаты избирались от каждого домовладения, однако и такой подход не повысил её статуса и не привлёк людей к её деятельности. Доходило до того, что городские обыватели просили передать полномочия Думы полиции и Управе.
Всё изменилось с того момента, как было принято Городовое положение 1870 года, которое было введено в Омске по просьбе городских обывателей губернским правлением в 1872 году. В конце же 1872 года и были проведены выборы в новую Думу. Интерес к деятельности Думы был повышен, и во многом благодаря снижение избирательного ценза и того, что Дума приобрела больше распорядительных полномочий. В частности, теперь Дума назначала и отправляла в отставку городских должностных лиц, устанавливала им оклад, устанавливала налоги и сборы, распределяла доходы и утверждала бюджет. Помимо этого на Думу было возложено введение архитектурным планом города и утверждение проектов его изменения.
Однако со смертью Александра II и вступлением на престол его сына Александра III, который начал проводить консервативные реформы, в 1893 году с принятием нового Городового положения, статус и полномочия Думы были урезаны. Избирательный ценз повышен до того, что в выборах в основ участвовала средняя и крупная буржуазия, а такой в Омске насчиталось менее 300 избирателей. К тому же теперь большинство решений Думы должны снова утверждаться губернатором. Возросла роль Управы по отношению к Думе, однако и её деятельность тоже контролировалась губернским правительством. Городской Думе повезло тем, что Акмолинский губернатор не вмешивался в деятельность местной власти. А ещё повезло с тем, что деятельность Думы пришла на экономический расцвет города Омска. К началу XX века в состав Думы входило 60 членов.
Такой недемократический подход к формированию Думы и управлению городским хозяйством, снизил интерес как и обычных городских обывателей, так и буржуазии, составляющей основную массу избирателей. Даже некоторые члены городской Думы постепенно стали отлынивать от своих обязанностей, вплоть до того, что несколько раз на заседаниях невозможно было собрать кворум.
10 декабря 1910 Дума приняла решение об издании два раза в месяц периодическое издание и уже с 1 января 1911 года, городская Дума стала издавать два раза в месяц журнал «Вестник Омского городского общественного управления».

### Революционный и советский периоды

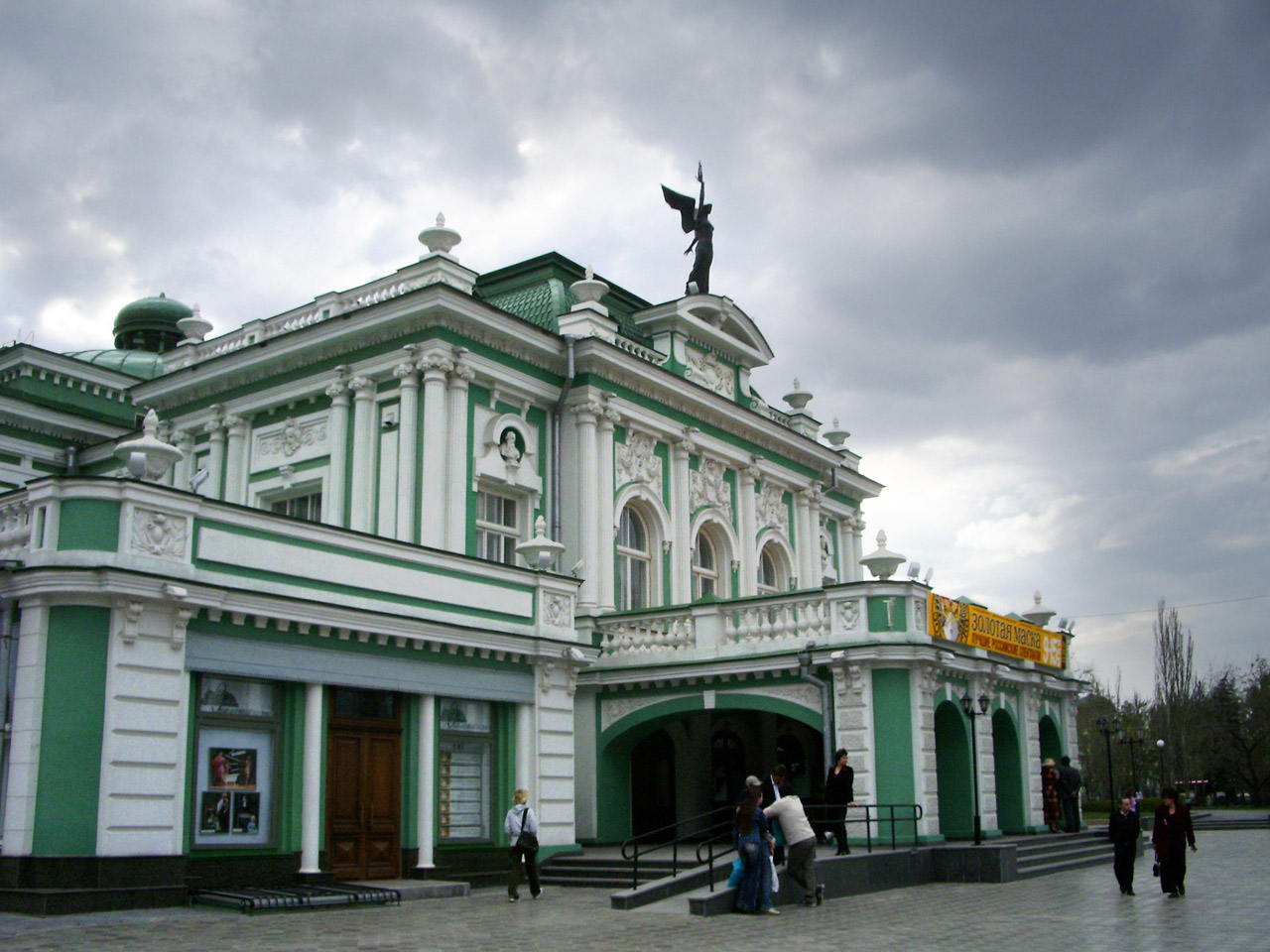
Здание, где размещался Омский городской совет рабочих, солдатских и крестьянских депутатов (ныне — Омский академический театр драмы)

В феврале-марте 1917 пала императорская власть. Вскоре был арестован Омский губернатор, а в самом Омске было принято решение провести первые выборы в Думы на основе всеобщего избирательного права, которые состоялись 16 июля. Однако долго просуществовать Думе не выдалось возможным: ещё в ноябре был образован Омский городской Совет рабочих, солдатских и крестьянских депутатов, и 18 января 1918 года Дума была распущена.
8 июня 1918 года, в связи с восстанием Чехословацкого корпуса и отступлением Красных из Омска, Дума была восстановлена, но произошла проблема с выбором городском главы и его помощника. Никто не желал брать ответственность на себя, в случае если власть снова падёт. Проблема была решена тем, что было принято решение провести новые выборы только с партийной принадлежностью её членов и повысив избирательный ценз. В конце 1918 года было принято снова переизбрать Думу, выборы были назначены на 11 сентября 1919 года, однако вскоре перенесены на 16 ноября из тревожной ситуации в городе.
Выборы в Думу так и не состоялись, так как правительство Колчака пало и в Омске установилась советская власть. Вплоть до выборов, обязанности местного исполнения выполнял революционный комитет. В апреле состоялись выборы по итогу которых было избран 337 членов и 128 кандидатов. Заседания Омского совета рабочих, солдатских и крестьянских депутатов проходили в зале Омского театра драмы.
В августе 1920 года, состоялись перевыборы, так как депутаты часто разъезжали по командировкам, а многие были призваны на фронт. В сентября того же года, состоялся губернский съезд Советов, на котором городской исполком был объединён с губернским.
В 1939 году Омский городской совет рабочих, солдатских и крестьянских депутатов был переименован в Омский городской совет трудящихся, губисполком и горисполком был разъедены, а в декабре прошли выборы по новой Конституции. В 1977 году, Омский городской совет трудящихся был переименован в Омский городской совет народных депутатов. Особой активной деятельности за Омским городским советов в советские годы не наблюдалось. Горсовет периодически проводил сессии, а в основном всю деятельность на себя брал Омский городской исполнительный комитет.

### Нынешнее время
В 1990 году были проведены первые альтернативные выборы в Омский городской Совет народных депутатов, однако введу сложной социально-экономической и общественно-политической ситуации в стране, в 1993 году президент РФ Ельцин подписал указ о прекращении полномочий системы Советов, в том числе и Омского городского совета народных депутатов.

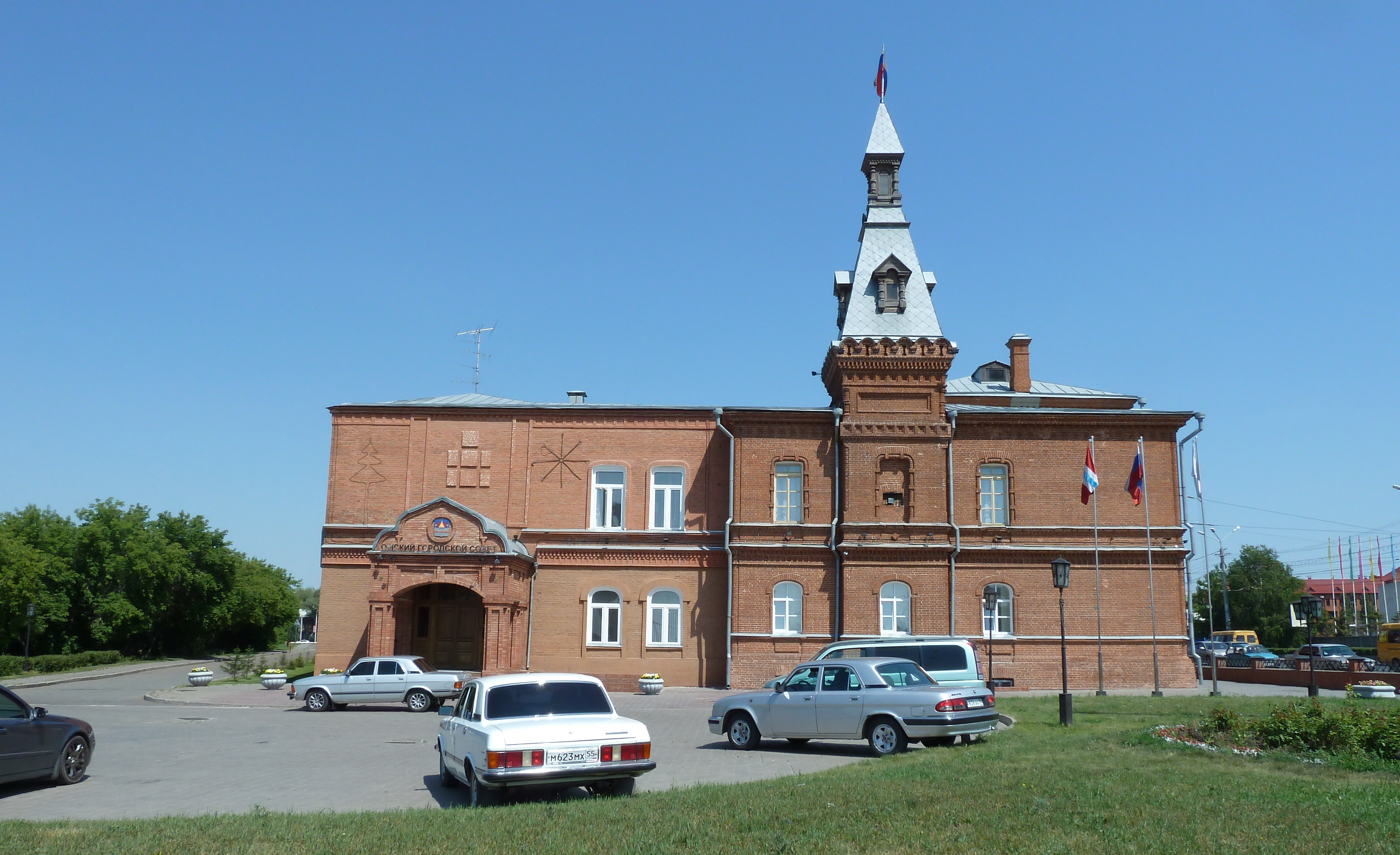
Здание Омского городского Совета (ранее — библиотека имени Пушкина)

#### I созыв (1994—1998)
20 марта 1994 года прошли выборы в Омскую городскую Думу. Выборы проходили по 17 одномандатным округам, в трёх из которых они не состоялись и были назначены на 20 ноября. Из 17 депутатов, только 4 представляли оппозицию в лице КПРФ, остальные были либо сотрудниками органов государственной власти, либо независимыми. 2 декабря 1996 года проходили дополнительные выборы в одном из одномандатных округов.
9 декабря 1994 года состоялось первое заседание Омской городской Думы, на котором и было принято решение о её переименовании в «Омский городской Совет».
В 1995 году, Омский городской Совет снова переехал в бывшее здании Думы, где этого располагалась Библиотека имени Пушкина.
За 4 года, Омский городской Совет провёл 79 заседаний и принял на них 498 решений, среди которых было и принятие Устава города Омска.
Председателем I созыва был Подосинников Константин Ильич. Его первым заместителем стал Арбузов Сергей Викторович, и заместителем Кравец Александр Алексеевич.
Среди депутатов были два будущих мэров города Омска: Шрейдер и Двораковский.

#### II созыв (1998—2002)
22 марта 1998 года прошли вторые выборы в Омский городской Совет и повторно состоялись в сентября по двум округам.
Председателем II созыва был избран вновь Подосинников Константин Ильич. Его заместителем стал Соседов Олег Владимирович и Куторгин Николай Ильич (КПРФ).
Из важных решений было утверждение городских символов: герба и флага.
Последний созыв, срок полномочий которого был 4 года.

#### III созыв (2002—2007)
24 марта 2002 года прошли выборы депутатов Омского городского Совета III созыва, срок полномочий которых был продлён до 5 лет.
Председателем III созыва был избран Цимбалист Александр Владимирович. Его заместителями были избраны Иванов Николай Сергеевич (КПРФ) и Куторгин Николай Ильич (КПРФ).
Деятельность Омского городского совета пришлась на расцвет политики Владимира Путина, поэтому большинство решений депутатов принимались с целью приведения нормативных актов в соответствии с федеральным и региональным законодательством. Был принят новый Устав города Омска, редакция которого действует по настоящее время.
Последний созыв Омского городского совета, количество депутатов которого было менее 20.

#### IV созыв (2007—2012)
11 марта 2007 года прошли выборы депутатов Омского городского Совета IV созыва. Выборы проходили по 39 одномандатным округам.
В состав Омского городского совета IV созыва были избраны:
- 34 представителя Единой России;
- 4 представителя КПРФ;
- 1 самовыдвиженец;

Председателем IV созыва был избран Алексеев Сергей Ефимович (Единая Россия). Его первым заместителем был избран Гнусин Владимир Ефимович (Единая Россия) и заместителем был избран Артемьев Виктор Николаевич (Единая Россия).
В 2009 году, депутатами Омского городского совета был объявлен конкурс на сочинение песни для гимна города Омска, который должен был быть приурочен к 300 летию Омска. Также депутатами был утверждён Генеральный план города Омска.

#### V созыв (2012—2017)
4 марта 2012 года прошли выборы депутатов Омского городского Совета V созыва. Выборы проходили по новой системе: 20 депутатов избирались по одномандатным округам, а 20 по партийным спискам. На выборах сказались события Протестного движения в России (2011—2013), в итоге «Единая Россия» получила только 20 мандатов из 40 (50 %), в Омском городском совете возросла роль оппозиции, в лице КПРФ, ЛДПР, СР и самовыдвиженцев, что в будущем сказалось на деятельности Омского городского совета.
В состав Омского городского совета V созыва были избраны:
- 20 представителей Единой России;
- 10 представителей КПРФ;
- 3 представителя Справедливой России;
- 2 представителя ЛДПР;
- 5 самовыдвиженцев;

Председателем V созыва был избран Двораковский Вячеслав Викторович, однако после избрания мэром города Омска, он сложил с себя полномочия и в октябре председателем была избрана Горст Галина Николаевна (Единая Россия). Впервые женщина заняла данный пост за всю историю Омского городского совета. Её первым заместителем был избран Мамонтов Василий Васильевич (Единая Россия), и заместителем был избран Сокин Алексей Анатольевич (Единая Россия).
С 2015 по 2017 год, Омский городской совет покинули 7 депутатов: 2 депутаты, в том числе и первый вице-спикер Мамонтов, добровольно сложили свои, а 5 депутатов были избраны депутатами Законодательного Собрания Омской области, их заменили коллеги по партийным спискам.
В 2014 году депутаты Омского городского совета изменили флаг и герб города Омска.

#### VI созыв (2017 - 2022)
VI созыв Омского городского Совета был избран 10 сентября 2017 года. Впервые муниципальные выборы проходили одновременно с Единым днём голосования. До выборов были допущены только 5 избирательных объединений, которые ныне и представлены в действующем созыве. Не были допущены до выборов списки Яблоко и Партии Роста.
| Фракция             | Руководитель                    | Количество депутатов | Диаграмма |
| ------------------- | ------------------------------- | -------------------- | --------- |
| Единая Россия       | Дроздов Сергей Владимирович     | 26                   |           |
| КПРФ                | Федотов Михаил Юрьевич          | 9                    |           |
| ЛДПР                | Ложкин Алексей Николаевич       | 2                    |           |
| Справедливая Россия | Гуселетов Владимир Владимирович | 2                    |           |
| Коммунисты России   | Казанин Владимир Борисович      | 1                    |           |

Председателем VI созыва был избран Корбут Владимир Валентинович (Единая Россия). Первым заместителем был избран Тетянников Юрий Александрович (Единая Россия) и заместителем был избран Ткачук Андрей Николаевич (Единая Россия), который пробыл в должности до 23 октябре 2019 года покинул этот пост, за место него 4 марта 2020 года был избран Путинцев Виталий Петрович (Единая Россия).
Летом 2017 года в Омске случился «политический кризис». Мэр города Омска, избранный на выборах 2012 года, Двораковский, после нескольких скандалов покинул пост мэра. Полномочия мэра исполнял первый вице-мэр Фролов. Горсовет несколько раз пытался провести выборы мэра, но участвовать в конкурсе (в 2016 году прямые выборы мэра города отменили и теперь он назначался Городским советом) никто не пожелал. В декабре, при поддержке нового губернатора Омской области Буркова, мэром города Омска была избрана Оксана Фадина.
В сентября 2021 года мэр Оксана Фадина была избрана депутатом Государственной Думы, в связи с чем ушла в отставку с поста мэра. Вплоть до избрания нового мэра, его полномочия исполнял Фомин Евгений Викторович. 15 декабря 2021 года новым мэром был избран Сергей Шелест, который до этого занимал должность генерального директора "ОмскВодоконала". 
В марте 2022 года, депутаты приняли поправки относительно избирательной системы, применяемой на выборах депутатов Омского городского совета - теперь вместo смешанной (20 по одномандатным округам и 20 по партийным спискам), все 40 депутатов будут избираться по мажоритарной избирательной системе.

## Действующий VII созыв (2022 - наст.время)
VII созыв Омского городского совета был избран 11 сентября 2022 года, в единый день голосования. Первое заседание новоизбранного Совета состоялось 21 сентября года, которые было открыто старейшим депутатов Каннуниковым. Председателем был переизбран Корбут, заместителями был переизбран Путинцев и Сахань. 
| Фракция             | Руковидитель                   | Количество депутатов |
| ------------------- | ------------------------------ | -------------------- |
| Единая Россия       | Дроздов Сергей Владимирович    | 36                   |
| Справедливая Россия | Хиневич Светлана Александровна | 3                    |
| КПРФ                | Ивченко Светлана Ивановна      | 1                    |

## Полномочия
Полномочия Омского городского Совета:
- принятие Устава города Омска, внесение изменений в него и его толкование;
- утверждение бюджета города Омска и отчёта об его исполнении;
- установление, изменение и отмена местных налогов;
- утверждение стратегии социально-экономического развития;
- определение порядка управления и распоряжения имуществом;
- определение порядка принятия решений о создании, реорганизации и ликвидации муниципальных предприятий, а также об установлении тарифов на услуги муниципальных предприятий и учреждений, выполнение работ;
- определение порядка участия города Омска в организациях межмуниципального сотрудничества;
- определение порядка материально-технического и организационного обеспечения деятельности органов местного самоуправления;
- контроль за исполнением органами местного самоуправления и должностными лицами местного самоуправления полномочий по решению вопросов местного значения;
- принятие решения о назначении (увольнении) Мэра города Омска;
- утверждение правил благоустройства территории города Омска;
- назначение выборов депутатов Омского городского совета, местного референдума;
- заслушивание докладов комитетов Омского городского Совета, ежегодных отчётов Контрольно-счётной палаты города Омска, отчётов Омской городской избирательной комиссии;
- заслушивание ежегодных отчётов Мэра города Омска о результатах его деятельности, деятельности Администрации города Омска;
- учреждение периодического печатного средства массовой информации Омского городского Совета, назначение на должность и освобождение от должности руководителя данного средства массовой информации;
- определение порядка работы Омского городского Совета и принятие Регламента Омского городского Совета;
- утверждение структуры Администрации города Омска, изменений в структуре Администрации города Омска по представлению Мэра города Омска;
- проведение экспертизы проектов административных регламентов предоставления муниципальных услуг, разработанных Администрацией города Омска;
- установление порядка присвоения наименований объектам улично-дорожной сети, элементам планировочной структуры, изменения, аннулирования таких наименований, установке памятников, памятных знаков и мемориальных досок в городе Омске;
- установление порядка создания и использования, в том числе на платной основе, парковочных мест;

## Руководство

### Городская Дума (1785—1918)
Руководителем Омской городской Думы был городской глава, который возглавлял и Управу. Городской голова изначально избирался на собрании городского общества, а затем стал избираться самой Думой.

### Омский городской Совет при Советской власти (1918—1991)
Руководителем Омского городского совета рабочих, солдатских и крестьянских депутатов (после 1939 — трудящихся, а после 1977 — народных депутатов) был Председатель Омского городского исполнительного комитета.

### Омский городской Совет в настоящее время
| №                                                                                        | Фамилия, имя, отчество (годы жизни)                                                      | Партия                                                                                   | Созыв | Начало полномочий     | Окончание полномочий  | Помощники                                                          | Помощники                                                          |
| №                                                                                        | Фамилия, имя, отчество (годы жизни)                                                      | Партия                                                                                   | Созыв | Начало полномочий     | Окончание полномочий  | Первый заместитель                                                 | Заместитель                                                        |
| ---------------------------------------------------------------------------------------- | ---------------------------------------------------------------------------------------- | ---------------------------------------------------------------------------------------- | ----- | --------------------- | --------------------- | ------------------------------------------------------------------ | ------------------------------------------------------------------ |
| 1                                                                                        | Подосинников Константин Ильич                                                            | беспартийный                                                                             | I     | 9 декабря 1994 года   | 17 апреля 2002 года   | Арбузов Сергей Викторович                                          | Кравец Александр Алексеевич (КПРФ)                                 |
| 1                                                                                        | Подосинников Константин Ильич                                                            | беспартийный                                                                             | II    | 9 декабря 1994 года   | 17 апреля 2002 года   | Куторгин Николай Ильич (КПРФ)                                      | Соседов Олег Владимирович                                          |
| 2                                                                                        | Цимбалист Александр Владимирович                                                         | беспартийный                                                                             | III   | 17 апреля 2002 года   | 04 апреля 2007 года   | Куторгин Николай Ильич (КПРФ)                                      | Иванов Николай Сергеевич (КПРФ)                                    |
| 3                                                                                        | Алексеев Сергей Ефимович                                                                 | Единая Россия                                                                            | IV    | 04 апреля 2007 года   | 16 марта 2012 года    | Владимир Ефимович (Единая Россия)                                  | Артемьев Виктор Николаевич (Единая Россия)                         |
| 4                                                                                        | Двораковский Вячеслав Викторович                                                         | Единая Россия                                                                            | V     | 16 марта 2012 года    | 17 июня 2012 года     | Мамонтов Василий Васильевич (Единая Россия) (до 22 июня 2017 года) | Сокин Алексей Анатольевич (Единая Россия)                          |
| вакантно (И.О — первый заместитель Председателя Омского городского совета Мамонтов В.В,) | вакантно (И.О — первый заместитель Председателя Омского городского совета Мамонтов В.В,) | вакантно (И.О — первый заместитель Председателя Омского городского совета Мамонтов В.В,) | V     | 17 июня 2012 года     | 24 октября 2012 года  | Мамонтов Василий Васильевич (Единая Россия) (до 22 июня 2017 года) | Сокин Алексей Анатольевич (Единая Россия)                          |
| 5                                                                                        | Горст Галина Николаевна                                                                  | Единая Россия                                                                            | V     | 24 октября 2012 года  | 27 сентября 2017 года | Мамонтов Василий Васильевич (Единая Россия) (до 22 июня 2017 года) | Сокин Алексей Анатольевич (Единая Россия)                          |
| 6                                                                                        | Корбут Владимир Валентинович                                                             | Единая Россия                                                                            | VI    | 27 сентября 2017 года | 11 сентября 2022 года | Тетянников Юрий Александрович (Единая Россия)                      | Ткачук Андрей Николаевич (Единая Россия) (до 23 октября 2019 года) |
| 6                                                                                        | Корбут Владимир Валентинович                                                             | Единая Россия                                                                            | VI    | 27 сентября 2017 года | 11 сентября 2022 года | Тетянников Юрий Александрович (Единая Россия)                      | вакантно (с 23.10.2019 года по 04.03.2020 года)                    |
| 6                                                                                        | Корбут Владимир Валентинович                                                             | Единая Россия                                                                            | VI    | 27 сентября 2017 года | 11 сентября 2022 года | Тетянников Юрий Александрович (Единая Россия)                      | Путинцев Виталий Петрович (Единая Россия) (с 4 марта 2020 года)    |
| 6                                                                                        | Корбут Владимир Валентинович                                                             | Единая Россия                                                                            | VII   | 11 сентября 2022 года | наст.время            | Путинцев Виталий Петрович (Единая Россия)                          | Сахань Дмитрий Анатольевич (Единая Россия)                         |

## Комитеты
| № | Комитет                                                                       | Председатель комитета                           |
| - | ----------------------------------------------------------------------------- | ----------------------------------------------- |
| 1 | Комитет по регламенту и вопросам организации работы Омского городского Совета | Корбут Владимир Валентинович (Единая Россия)    |
| 2 | Комитет по вопросам местного самоуправления, законности и правопорядка        | Козловский Юрий Геннадьевич (Единая Россия)     |
| 3 | Комитет по финансово-бюджетным вопросам                                       | Грушичев Сергей Валентинович (Единая Россия)    |
| 4 | Комитет по социальным вопросам                                                | Студеникина Светлана Михайловна (Единая Россия) |
| 5 | Комитет по вопросам жилищно-коммунального хозяйства и транспорта              | Лунев Аркадий Юрьевич (Единая Россия)           |
| 6 | Комитет по вопросам градостроительства, архитектуры и землепользования        | Лицкевич Дмитрий Иванович (Единая Россия)       |
| 7 | Комитет по муниципальной собственности                                        | Астафьев Максим Алексеевич (Единая Россия)      |
| 8 | Комитет по вопросам экономического развития                                   | Провозин Алексей Николаевич (Единая Россия)     |